# Emi Koussi
Emi Koussi är en pyroklastisk sköldvulkan i södra delen av bergskedjan Tibesti i centrala Sahara i norra Tchad. Det är Tchads och Saharas högsta berg med en höjd på 3 415 meter över havet och omkring 2 300 meter över den omgivande sandstensslätten. Vulkanen är en av flera i Tibestimassivet
Emi Koussi är totalt 60 kilometer bred och 80 kilometer lång. Vulkanen har två vulkankratrar. Den största är 12 gånger 15 kilometer och på den sydöstra sidan finns en krater som är omkring 2–3 kilometer bred och 350 meter djup.

### Fotnoter
1. 1 2 3  ”Emi Koussi - Summary”. Smithsonian Institution. Arkiverad från originalet den 24 april 2008. https://web.archive.org/web/20080424032037/http://www.volcano.si.edu/world/volcano.cfm?vnum=0205-021. Läst 19 juli 2009. (engelska)
2. ↑  ”Emi Koussi”. Peakware.com. Arkiverad från originalet den 9 mars 2008. https://web.archive.org/web/20080309170657/http://www.peakware.com/peaks.html?pk=147. Läst 19 juli 2009. (engelska)
3. ↑  ”Tchad: Tabell: Högsta berg”. Nationalencyklopedin. http://ne.se/tchad/1072662/1072665. Läst 19 juli 2009.
4. ↑  ”AFRICA ULTRA-PROMINENCES: 11 Emi Koussi”. Peaklist.org. http://www.peaklist.org/WWlists/ultras/africa.html. Läst 19 juli 2009. (engelska)
5. ↑  ”Emi Koussi, Chad”. Peakbagger.com. http://peakbagger.com/peak.aspx?pid=11071. Läst 19 juli 2009. (engelska)
6. ↑  ”Emi Koussi Volcano, Chad, North Africa”. NASA Earth Explorer page. Arkiverad från originalet den 9 december 2003. https://web.archive.org/web/20031209190051/http://earthobservatory.nasa.gov/Newsroom/NewImages/images.php3?img_id=10845. Läst 19 juli 2009. (engelska)

### Huvudsakliga källor
- NASA Earth Explorer page
- Gourgaud A. and P. M. Vincent. 2004. Petrology of two continental alkaline intraplate series at Emi Koussi volcano, Tibesti, Chad. Journal of Volcanology and Geothermal Research 129(4): 261-290.
- Global Volcanism Program: Emi Koussi
- Peakware: Emi Koussi